# Palazzo FAO
Il palazzo FAO è un edificio per uffici di Roma, sito all'inizio di viale Aventino in angolo con il viale delle Terme di Caracalla, che ospita la sede dell'Organizzazione delle Nazioni Unite per l'alimentazione e l'agricoltura (FAO).

## Progettazione ed ubicazione
Progettato da Vittorio Cafiero e Mario Ridolfi e iniziato nel 1938 nell'area adiacente alle Terme di Caracalla, al colle Aventino ed al Circo Massimo, fu ultimato nel secondo dopoguerra.

## Storia
Il progetto e la costruzione del palazzo vennero avviati per volere di Benito Mussolini lungo la via dell'Impero, nella parte destinata a collegarsi, lungo il tracciato della via Ostiense, all'EUR.
Il regime fascista lo aveva destinato a ospitare la sede del Ministero per l'Africa Italiana: già Ministero delle colonie, esso fu definitivamente soppresso nel 1953.
Il palazzo venne ultimato nel 1952 e destinato a sede della FAO, Food and Agriculture Organization.

## Regime giuridico
Il palazzo gode della extraterritorialità da quando lo Stato italiano lo ha affittato alla FAO, organismo dell'ONU.
Il trattato tra la FAO e la Repubblica Italiana prevede l'affitto del palazzo per la cifra simbolica di un dollaro statunitense, da pagarsi con annualità anticipate. Nel trattato è però indicato che l'occupazione del palazzo non prevede l'usucapione: quindi la proprietà dell'immobile resta in perpetuo all'Italia.